# 四季帳
四季帳（しきちょう）とは、古代律令制の下で作成された公文書の一つ。調庸の徴収に関連するものである。

## 概要
1年の途中で、課役を負担する身分から負担の必要のない身分（僧侶など）に変わったり、その逆の場合、賦役令では変更が生じた季節により、課役の全部あるいは一部を免除・徴収することになっていた。その処理のための、変更の生じた人名を季節毎に列記した帳簿と推定されている。
とあるのが、史料における初見である。
賦役令12条「春季条」によると、春季に本国帳に附けたならば、課役はいずれも徴収すること。夏季に附けたならば、課を免除し、役は従事させること。秋季以後に附けたならば、課・役ともに免除すること」とあり、同条に関する『令集解』「古記」に引用されている主計寮常例行事によると、「春季入色、課役俱に免ず。（中略）夏季入色、課を徴し、役を免ず。秋季入色、俱に課役を免ぜず」となっており、戸令20条の『令集解』「令釈一云」によると、「式、四季帳有りて、課役幷せて侍人出入りし、皆、季帳に拠り」とある式は、四季帳式の一部であった可能性がある。
天平6年度（735年）出雲国計会帳には、十月廿一日進上公文として、「四季帳四巻」の名が現れている。